# Provincia di Magallanes
La provincia di Magallanes è una provincia della Regione di Magellano e dell'Antartide Cilena nel Cile meridionale. Il capoluogo è la città di Punta Arenas.
Al censimento del 2012 possedeva una popolazione di 128.199 abitanti.

## Geografia antropica

### Suddivisioni amministrative
La provincia è divisa in 4 comuni:
- Punta Arenas, capoluogo provinciale
- Río Verde
- Laguna Blanca
- San Gregorio